# Basílica de Santa Balbina
La basílica de Santa Balbina és una basílica paleocristiana de Roma, situada al "petit Aventino", al barri de San Saba , al final d'un antic carrer emmurallat que s'ha conservat idèntic a qui sap quantes dècades enrere. El principal accés modern, però, es troba a la Via Baccelli, des de l'escala dedicada al Pare Simpliciano della Natività, fundador de les Germanes Franciscanes dels Sagrats Cors, antigament "Margheritine" i de l'Institut de Santa Margherita, al costat de les Termes de Caracalla i del modern Stadio delle Terme. Té la dignitat de basílica menor.

## Història i descripció
En temps del papa Urbà V el monestir adjacent estava dedicat als SS. Salvatore i S. Balbina i encara al catàleg del papa Pius IV es diu S. Salvatore della Balbina. L'edifici, mirant el maó i els murs històrics, sembla datar del segle iv, però potser va pertànyer inicialment a una de les riques residències (domus) del barri i només més tard va ser utilitzat com a església. La Domus ha estat identificada, a partir dels segells de maó, amb la donada per l'emperador Septimi Sever, a principis del segle iii, al seu amic Luci Fabio Ciló, dues vegades cònsol i prefecte de Roma.
L'església, actualment un simple lloc de culte sense parròquia i branca de la basílica vaticana, està annexada a un gran i antic convent fortificat, ara dedicat a Santa Margarida de Cortona i utilitzat com a hospici, primer per a dones rescatades de la prostitució i rehabilitades a la societat segons el mètode de rehabilitació traçat pel Pare Simplicià de la Natività, assistit avui socialment per la fragilitat del Franciscana Germanes els Sagrats Cors.
La façana actual és fruit d'una reforma del segle xvi. L'interior, però, és de planta d'un sol saló, no dividida en naus, sinó amb capelles als murs laterals, alternant amb planta rectangular i semicircular, delimitades per pilars. Algunes d'aquestes capelles estan pintades al fresc. A la dècada de 1930 es van col·locar al terra antics mosaics romans de les excavacions de la Via dei Fori Imperiali. A la part posterior hi ha l'absis, dotat de finestres, en el qual es col·loca una bonica cadira episcopal cosmatesca. Els frescs de l'absis amb la Glòria de Crist amb els sants Felicissimo, Balbina, Quirino e un Sant Pontifice i els de l'arc de triomf amb sant Pere i sant Pau van ser realitzats per Anastasio Fontebuoni, per encàrrec del cardenal Pompeo Arrigoni, l'any 1600, any en què el cardenal, titular de l'església, tenia obres de restauració des de l'any 1597.
Prop de l'església hi ha restes de la muralla serviana.

## El títol cardenalici
Santa Balbina (llatí: Titulus Sanctæ Balbinæ), coneguda en l'antiguitat com a Tigridae, és un títol cardenalici que, segons Kirsch, es va instituir després del sínode romà de 595. Segons Cristofori, el títol de Tigridae va ser suprimit pel papa Gregori I i substituït pel de San Sisto cap a l'any 600 . Segons el catàleg de Pietro Mallio, compilat sota el pontificat del papa Alexandre III, el títol estava vinculat a la basílica de Sant Pau Extramurs i els seus sacerdots hi celebraven al seu torn la missa. El títol fa referència a la basílica de Santa Balbina al turó Aventino, que és una església molt antiga, probablement datada del segle iv i construïda sobre la casa del cònsol Luci Fabi Cilo.
El títol està vacant des del 29 de març de 2023.

### Titulars
- Pietro (590 – ?)
- Gregorio (745 – abans del 761 mort)
- Gregorio (761 – ?)
- Paolo (853 – abans del 867 mort)
- Paolo (867 – abans del 872 mort)
- Benedetto (872 – ?)
- Leone (964 – ?)
  - Guido (després del 25 de febrer de 1080 – després del 18 d'octubre de 1099 mort), pseudocardenal dell'antipapa Climent III
- Guido, O.S.B. (1099 – 9 de gener de 1120 mort)
- Adoaldo (o Othaldo, o Odoaldo, o Odalo) (de gener de 1120 – vers 1124 mort)
- Gregorio (1125 – després l'd'abril de 1139 mort)
- Simon d'Armentières, també citat com Simon de la Charité, O.S.B.Clun. (18 de setembre de 1294 – després del 7 de maig de 1297 mort)
- Eleazario da Sabrano (18 de setembre de 1378 – 8 d'agost de 1381 mort)
  - Títol vacante (1381 – 1408)
- Bandello Bandelli (19 de setembre de 1408 – d'octubre de 1416 mort)
  - Guglielmo Carbone (6 de juny de 1411 – després del 16 de desembre de 1417 confirmat pel papa Martí V), pseudocardenal de l'antipapa Joan XXIII
- Guglielmo Carbone (després del 16 de desembre de 1417 – 22 de novembre de 1418 mort)
- John Kemp (8 de gener de 1440 – 28 de juliol de 1452 nomenat cardenal bisbe de Santa Rufina)
  - Títol vacante (1452 – 1467)
- Amico Agnifili (13 de novembre de 1467 – 13 d'octubre de 1469 nomenat cardenal prevere de Santa Maria in Trastevere)
  - Títol vacant (1469 – 1473)
- Giovanni Battista Cybo (17 de maig de 1473 – de gener de 1474 nomenat cardenal prevere de Santa Cecilia, posteriormente elegit papa amb el nom d'Innocenci VIII)
  - Títol vacante (1474 – 1487)
- Girolamo Basso Della Rovere (12 de desembre de 1477 – 17 de setembre de 1479 nomenat cardenal prevere de San Crisogono)
  - Títol vacante (1479 – 1484)
- Juan Margarit i Pau (17 de març de 1484 – 21 de novembre de 1484 mort)
  - Títol vacant (1484 – 1500)
- Juan de Vera (5 d'octubre de 1500 – 4 de maig de 1507 mort)
- Francisco Jiménez de Cisneros, O.F.M. (17 de maig de 1507 – 8 de novembre de 1517 mort)
- Adrien Gouffier de Boissy (8 de novembre de 1517 – 9 de novembre de 1520 renuncià)
- Giovanni Piccolomini (11 de juny de 1521 – 24 de juliol de 1524 nomenat cardenal bisbe d'Albano)
  - Títol vacante (1524 – 1535)
- Girolamo Ghinucci (31 de maig de 1535 – 25 de gener de 1537 nomenat cardenal prevere de San Clemente)
- Gasparo Contarini (15 de gener de 1537 – 9 de novembre de 1539 nomenat cardenal prevere de Sant'Apollinare alle Terme Neroniane-Alessandrine)
- Pier Paolo Parisio (28 de gener de 1540 – 11 de maig de 1545 mort)
- Jacopo Sadoleto (11 de maig de – 27 de novembre de 1545 nomenat cardenal prevere de San Pietro in Vincoli)
- Otto Truchseß von Waldburg (27 de novembre de 1545 – 28 de febrer de 1550 nomenat cardenal prevere de Santa Sabina)
- Pedro Pacheco Ladrón de Guevara (10 de març de 1550 – 20 de setembre de 1557 nomenat cardenal bisbe de Albano)
- Lorenzo Strozzi (20 de setembre de 1557 – 14 de desembre de 1571 mort)
- Gaspar Cervantes de Gaete (23 de gener de 1572 – 17 d'octubre de 1575 mort)
  - Títol vacante (1575 – 1578)
- Gaspar de Quiroga y Vela (15 de desembre de 1578 – 12 de novembre de 1594 mort)
  - Títol vacante (1594 – 1597)
- Pompeo Arrigoni (24 de gener de 1597 – 4 d'abril de 1616 mort)
- Antonio Zapata y Cisneros (17 d'octubre de 1616 – 27 d'abril de 1635 mort)
- Alfonso de la Cueva-Benavides y Mendoza-Carrillo (9 de juliol de 1635 – 17 d'octubre de 1644 nomenat cardenal bisbe de Palestrina)
- Juan de Lugo y de Quiroga, S.I. (17 d'octubre de 1644 – 20 d'agost de 1660 mort)
- Pascual de Aragón-Córdoba-Cardona y Fernández de Córdoba (21 de novembre de 1661 – 28 de setembre de 1677 mort)
- Lazzaro Pallavicino (8 de novembre de 1677 – 21 d'abril de 1680 mort)
  - Títol vacante (1680 – 1687)
- José Sáenz de Aguirre, O.S.B. (10 de novembre de 1687 – 30 d'agost de 1694 nomenat cardenal prevere de Santa Maria sopra Minerva)
- Ferdinando d'Adda (2 de gener de 1696 – 16 d'abril de 1714 nomenat cardenal prevere de San Pietro in Vincoli)
- Antonio Felice Zondadari il Vecchio (23 de setembre de 1715 – 9 d'abril de 1731 nomenat cardenal prevere de Santa Prassede)
- Girolamo Grimaldi (3 de setembre de 1731 – 18 de novembre de 1733 mort)
- Thomas Philip Wallrad d'Alsace-Boussut de Chimay (2 de desembre de 1733 – 17 de juliol de 1752 nomenat cardenal prevere de San Lorenzo in Lucina)
  - Títol vacante (1752 – 1760)
- Girolamo Spinola (15 de desembre de 1760 – 13 de març de 1775 nomenat cardenal prevere de Santa Cecilia)
  - Títol vacante (1775 – 1782)
- Alessandro Mattei (27 de maig de 1782 – 3 d'abril de 1786 nomenat cardenal prevere de Santa Maria in Ara Coeli)
  - Títol vacante (1786 – 1801)
- Antonio Felice Zondadari il Giovane (23 de desembre de 1801 – 13 d'abril de 1823 mort)
- Ercole Dandini (16 de maig de 1823 – 22 de juliol de 1840 mort)
- Silvestro Belli (15 de juliol de 1841 – 9 de setembre de 1844 mort)
- Giacomo Piccolomini (19 de gener de 1846 – 4 d'octubre de 1847 nomenat cardenal prevere de San Marco)
  - Títol vacante (1847 – 1850)
- Giuseppe Pecci (3 d'octubre de 1850 – 21 de gener de 1855 mort)
  - Títol vacante (1855 – 1858)
- Enrico Orfei (18 de març de 1858 – 22 de desembre de 1870 mort)
  - Títol vacante (1870 – 1875)
- Giuseppe Andrea Bizzarri (5 de juliol de 1875 – 26 d'agost de 1877 mort)
  - Títol vacante (1877 – 1880)
- Giacomo Cattani (27 de febrer de 1880 – 14 de febrer de 1887 mort)
  - Títol vacante (1887 – 1893)
- Amilcare Malagola (19 de gener de 1893 – 22 de juny de 1895 mort)
  - Títol vacante (1895 – 1901)
- Donato Maria Dell'Olio (18 d'abril de 1901 – 18 de gener de 1902 mort)
  - Títol vacante (1902 – 1916)
- Auguste-René-Marie Dubourg (7 de desembre de 1916 – 22 de setembre de 1921 mort)
  - Títol vacante (1921 – 1929)
- Jean Verdier, P.S.S. (19 de desembre de 1929 – 9 d'abril de 1940 mort)
  - Títol vacante (1940 – 1946)
- Clément-Emile Roques (22 de febrer de 1946 – 4 de setembre de 1964 mort)
- Léon-Etienne Duval (25 de febrer de 1965 – 30 de maig de 1996 mort)
  - Títol vacant (1996 – 2003)
- Péter Erdő (21 d'octubre de 2003 – 29 de març de 2023 nomenat cardenal prevere de Santa Maria Nuova)

## Galeria d'imatges

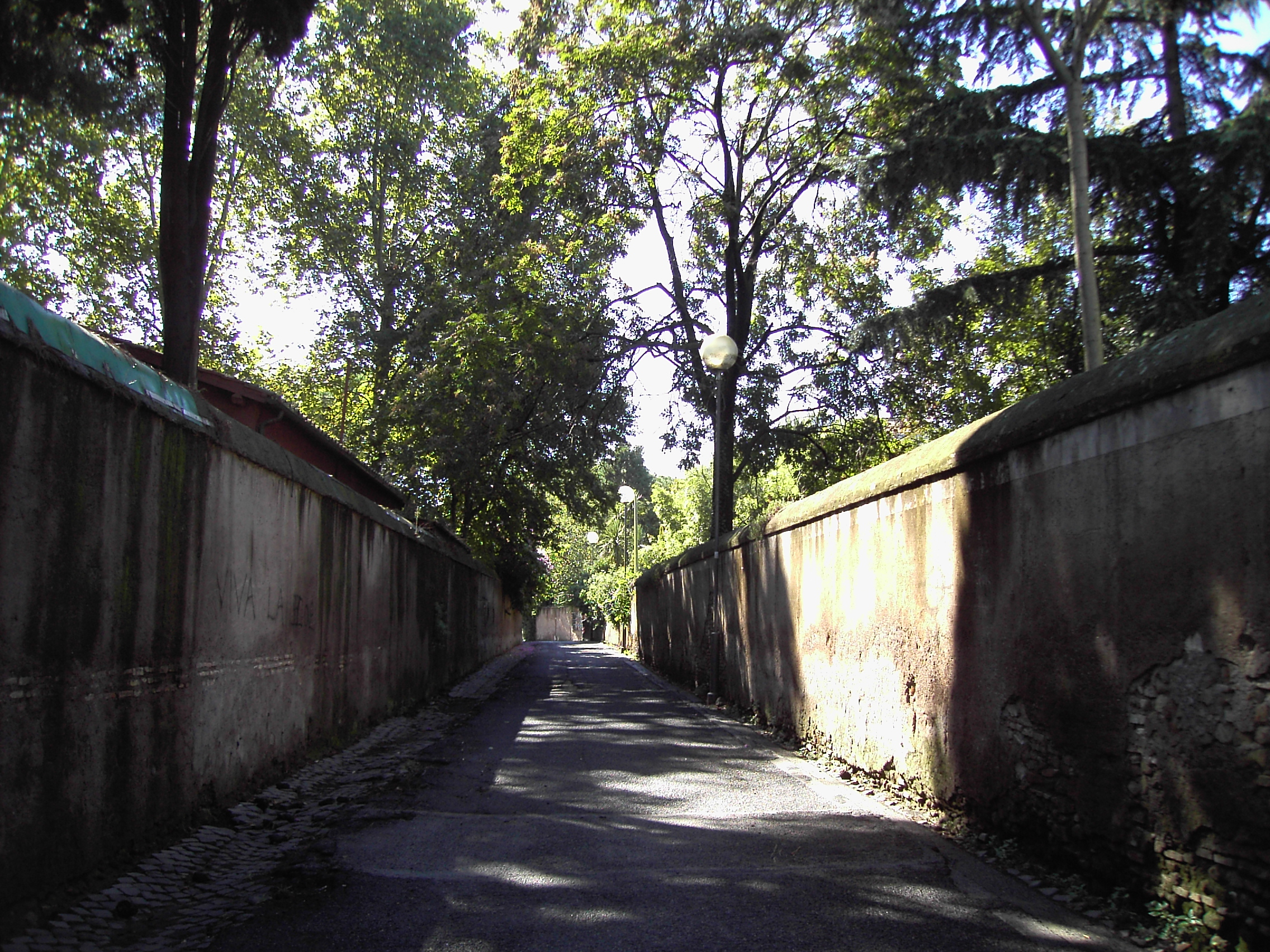
Via de santa Balbina
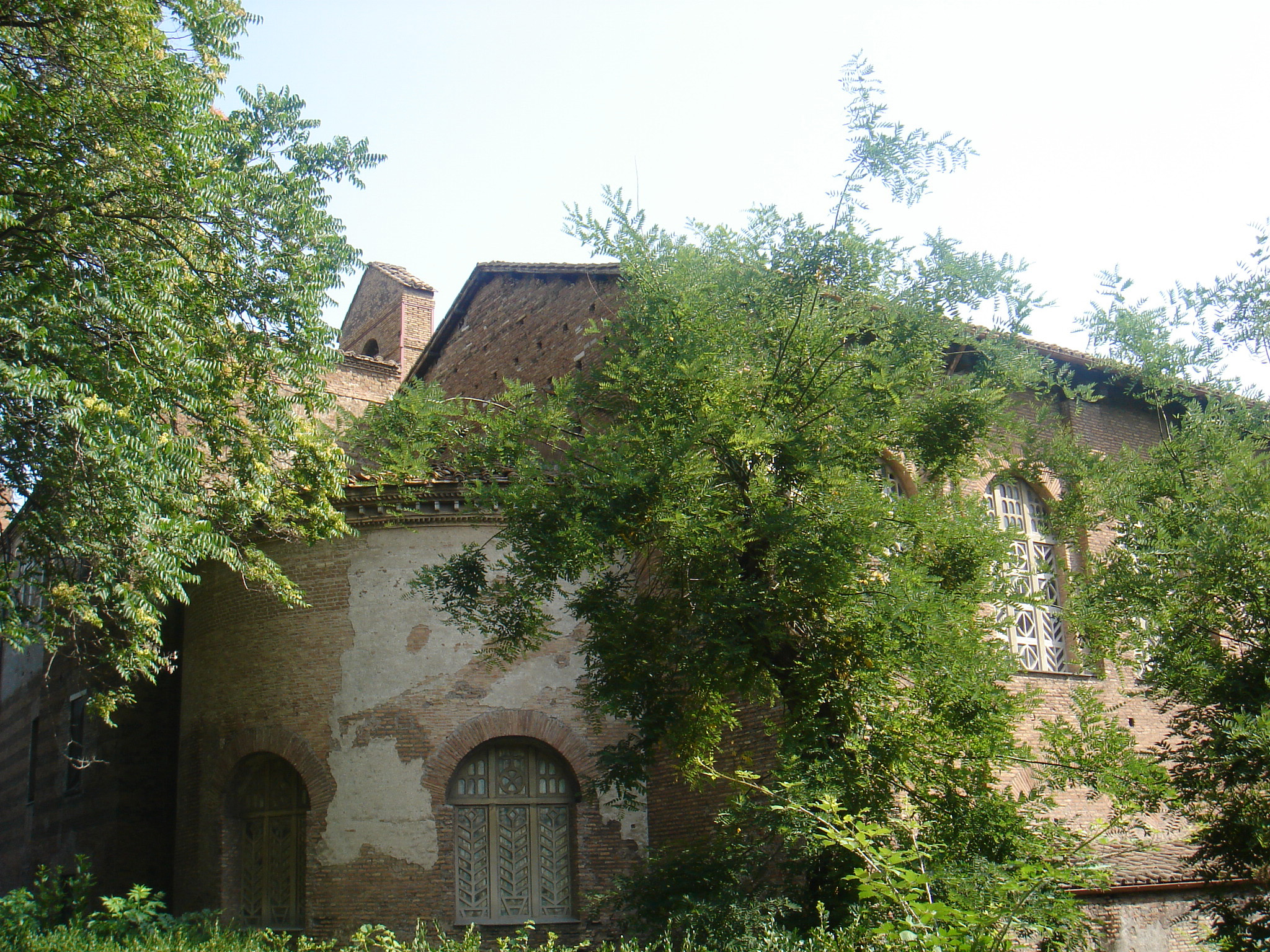
Santa Balbina: absis i costat esquerre
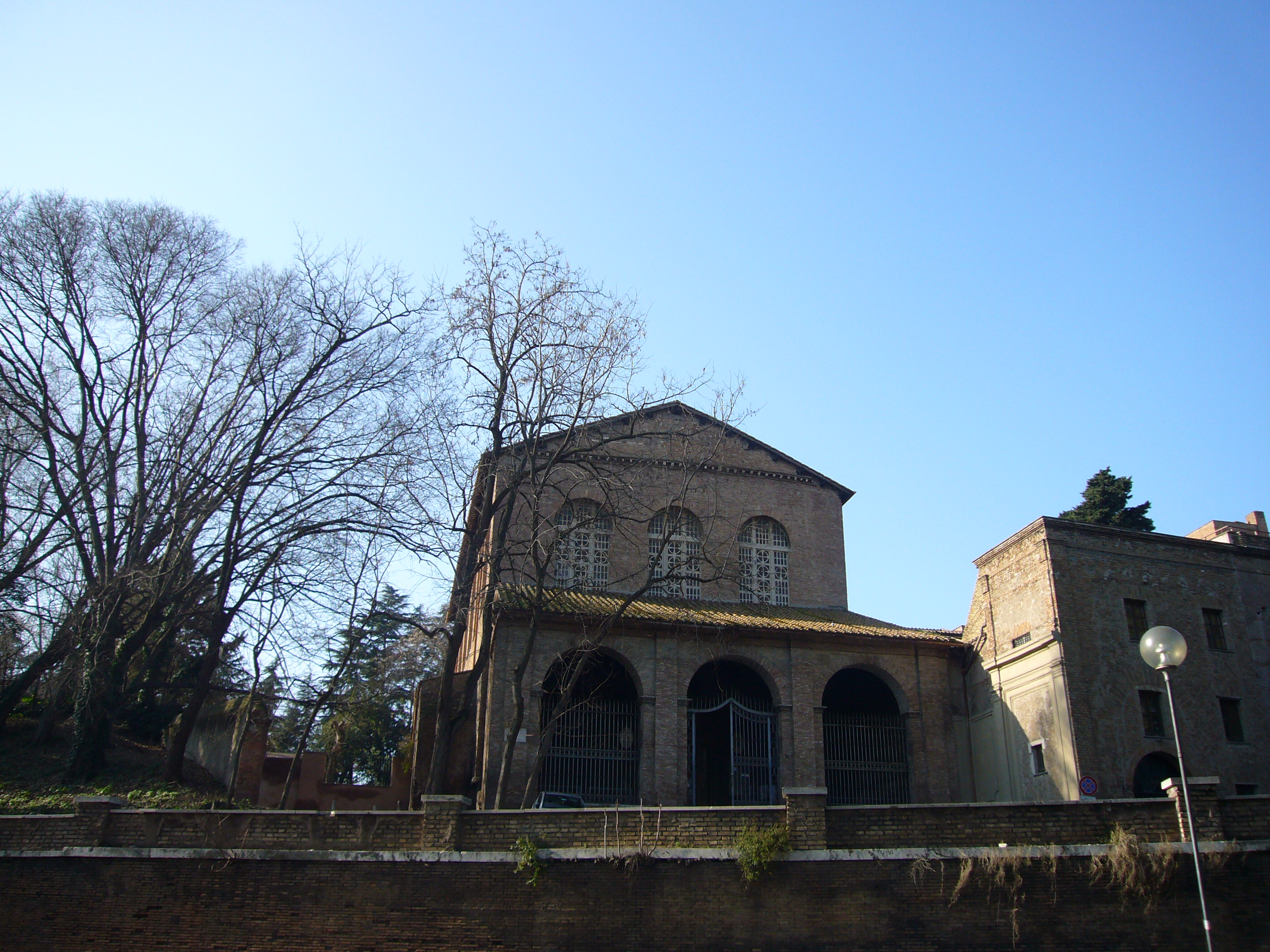
Santa Balbina, façana
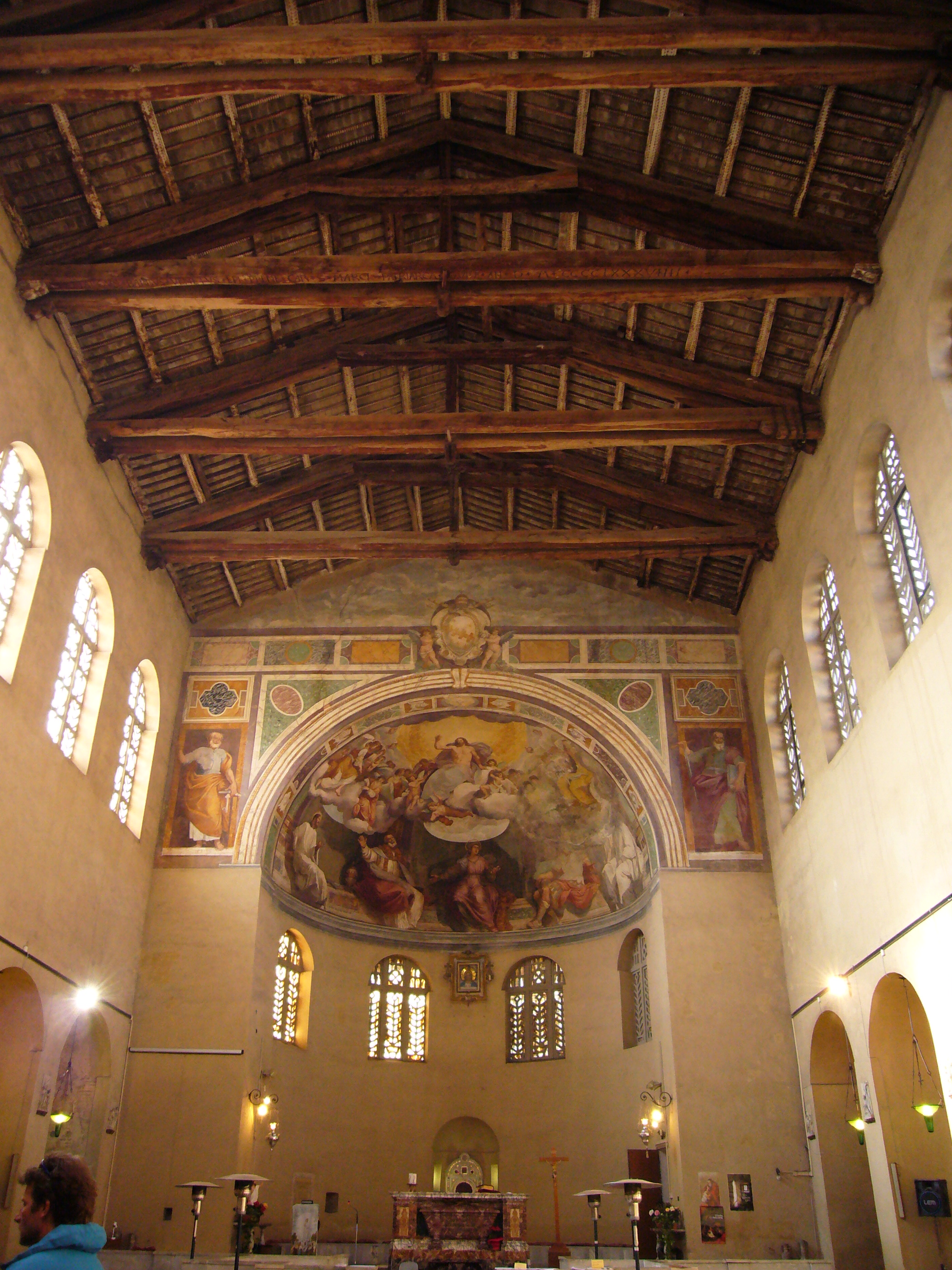
Interior
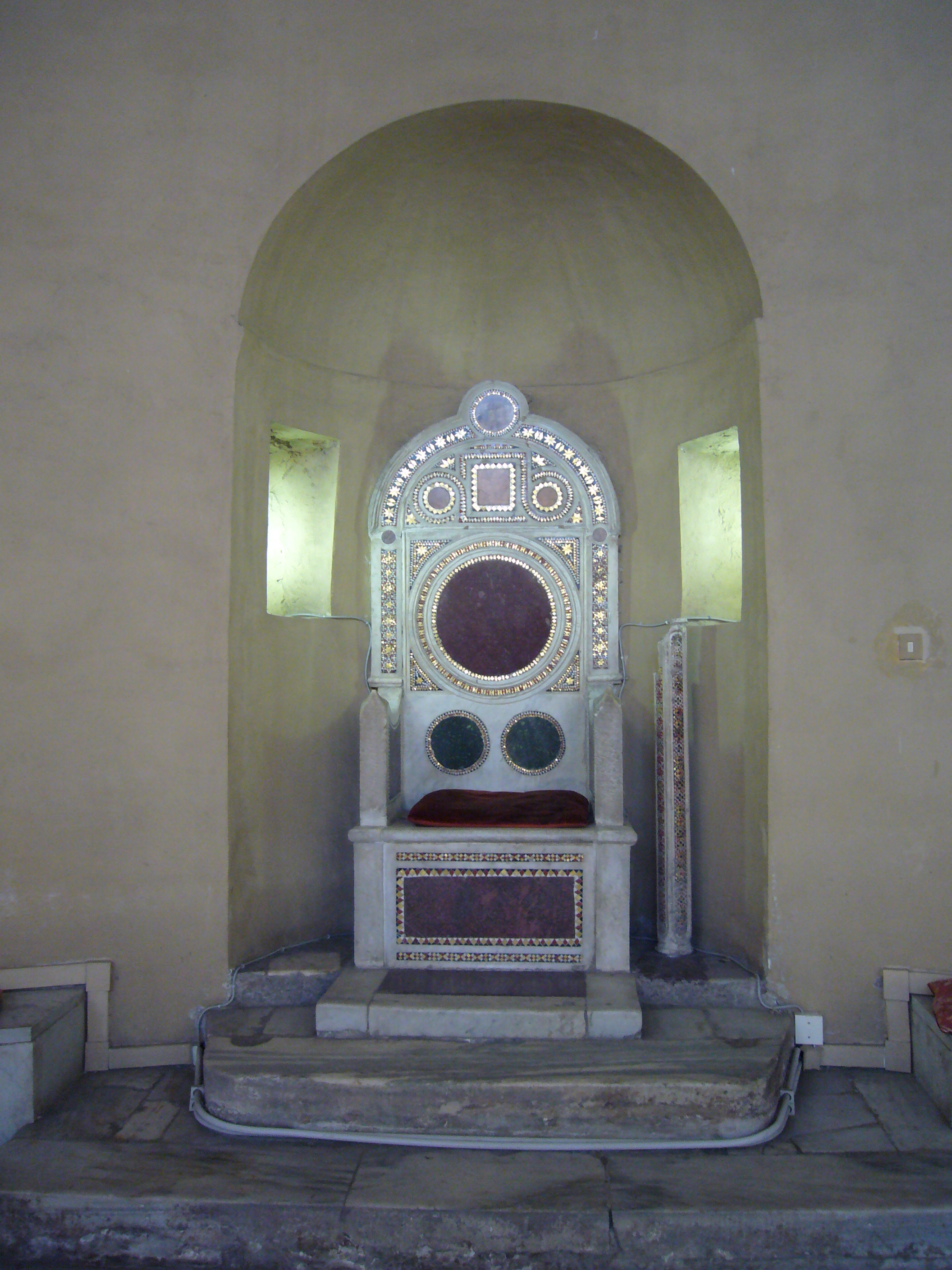
Catedra episcopal cosmatesca (segle xiii)
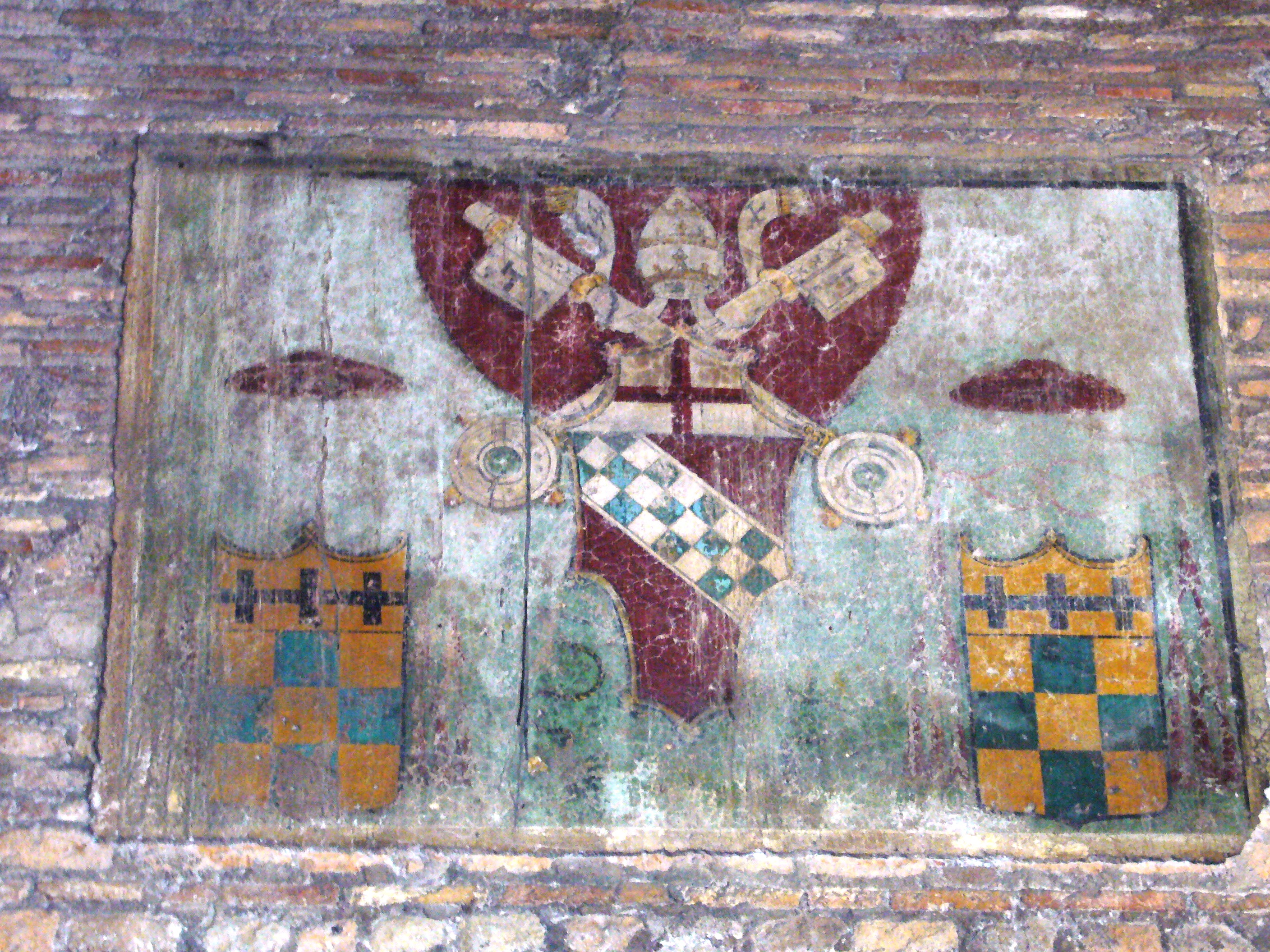
Escut d'Innocenci VIII a la porta
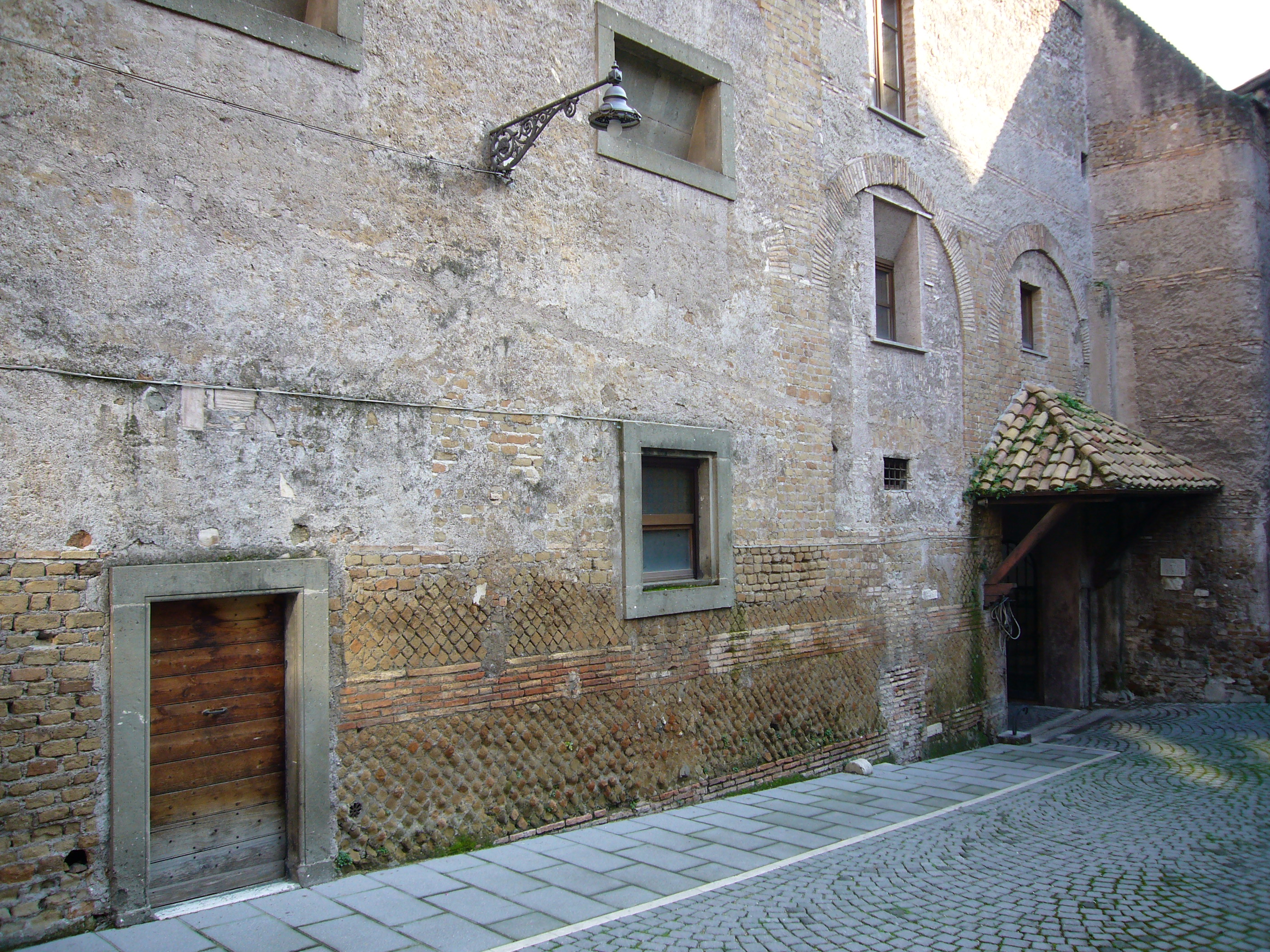
Opus listatum als murs del convent annex
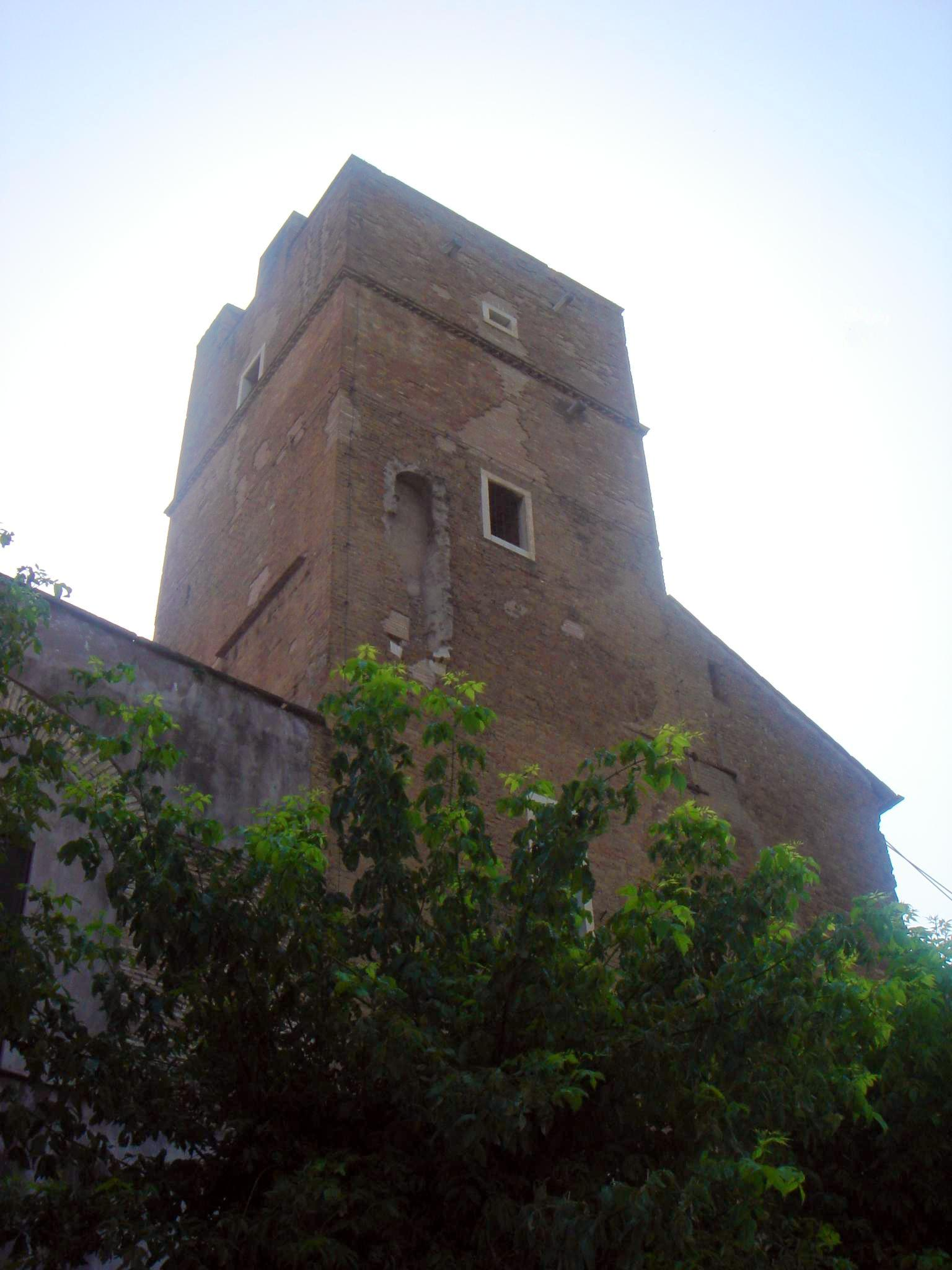
Santa Balbina, la torre del convent